# La realtà è un dono
La realtà è un dono è la prima raccolta di racconti di Francesca Sanvitale, insignita nel 1988 del Premio Speciale della Giuria del Premio Rapallo Carige.
L'autrice ne realizzò una seconda edizione accresciuta dal titolo Separazioni, pubblicata per i tipi Einaudi nel 1997.

## Contenuto
I nove racconti ospitati nel volume sono L'età dell'oro, Nostalgia per Admont, Barbara del mare, L'ultima notte di Shahrazad, Cena del primo dell'anno con ospiti di riguardo, Jolly e Poker, Invitato al Congresso, Breve racconto di una esplorazione, La macchina elettronica e La realtà è un dono.

## Edizioni
- Francesca Sanvitale, La realtà è un dono, Milano, Arnoldo Mondadori Editore, 1987.